# IOS SDK
Le iOS SDK (iOS Software Development Kit), anciennement iPhone SDK, est un kit de développement logiciel (SDK) développé par Apple Inc. Le kit permet le développement d'applications mobiles sur les systèmes d'exploitation iOS et iPadOS d'Apple.
Le SDK iOS est en téléchargement gratuit pour les utilisateurs d'ordinateurs personnels Macintosh (ou Mac). Il n'est pas disponible pour les PC Microsoft Windows. Le SDK contient des ensembles permettant aux développeurs d'accéder à diverses fonctions et services des appareils iOS, tels que les attributs matériels et logiciels. Il contient également un simulateur de phénomènes d'iPhone pour imiter l'apparence de l'appareil sur l'ordinateur lors du développement. De nouvelles versions du SDK accompagnent les nouvelles versions d'iOS. Afin de tester des applications, d'obtenir une assistance technique et de distribuer des applications via l'App Store, les développeurs doivent s'abonner au programme pour développeurs Apple.
Combiné avec Xcode, le SDK iOS aide les développeurs à écrire des applications iOS à l'aide de langages de programmation officiellement pris en charge, notamment Swift et Objective-C. D'autres entreprises ont également créé des outils permettant le développement d'applications iOS natives à l'aide de leurs langages de programmation respectifs.

## Histoire
Alors qu'il développe à l'origine l'iPhone avant son dévoilement en 2007, le PDG d'Apple Steve Jobs n'a d'abord pas l'intention de laisser les développeurs tiers créer des applications natives pour le système d'exploitation iOS, leur demandant plutôt de créer des applications Web pour le navigateur Web Safari. Cependant, le contrecoup des développeurs incite l'entreprise à reconsidérer cette décision, Steve Jobs annonçant le 17 octobre 2007 qu'Apple aurait un kit de développement logiciel (SDK) disponible pour les développeurs d'ici février 2008,. Le SDK est publié le 6 mars 2008,.

## Caractéristiques
Le SDK iOS est en téléchargement gratuit pour les utilisateurs de Mac. Il n'est pas disponible pour les ordinateurs personnels Microsoft Windows. Pour tester l'application, obtenir une assistance technique et distribuer des applications via l'App Store, les développeurs doivent s'abonner au programme pour développeurs nommé Apple Developer.
Le SDK contient également un simulateur d'iPhone, un programme utilisé pour simuler l'apparence de l'iPhone sur l'ordinateur du développeur.
Des nouvelles versions du SDK accompagnent les nouvelles versions d'iOS,.